# Ptyctodontida
Ordre
Les Ptyctodontida (ptyctodontes en français) sont un clade éteint de placodermes dépourvus d'armure (au contraire des Antiarches et des Arthrodires). Ils ont vécu au cours du Dévonien.

## Description
Les plaques dermiques, typiques des placodermes, sont localisées sur la tête et le cou. Certains scientifiques ont suggéré que les ptyctodontes étaient non  pas des placodermes mais des holocéphales. Mais à la différence de ceux-ci, les ptyctodontes ne possédaient pas de dents à proprement parler mais des plaques gnathales. Les mâles possédaient des appendices copulateurs, la fécondation était donc interne comme cela a été démontré pour le genre Materpiscis. 